# Conclave de setembro de 1503

Brasão papal de Sua Santidade o papa Pio III

O conclave papal celebrado em setembro de 1503 elegeu a Francesco Todeschini-Piccolomini como o Papa Pio III para suceder ao Papa Alexandre VI. O conclave ocorreu durante as Guerras Italianas, assim, ocorreu rodeado por três exércitos potencialmente hostis, comandados por Luís XII da França, Fernando II de Aragão e pelo cardeal César Bórgia (filho de Alexandre VI).
A participação de trinta e nove cardeais foi possível pelo retardo nos funerais de Alexandre VI, além de tornar esse conclave no maior da história, até então, em número de eleitores. Havia 21 cardeais italianos, 11 espanhóis e 7 franceses. Uma convergência de fatores desfez anos de planejamento por parte de Luís XII e seu predecessor Carlos VII da França para promover a candidatura de Georges D'Amboise. Depois de ter recebido menos votos do que o esperado na primeira votação pela candidatura independente de Giuliano della Rovere e a perda do controle dos cardeais espanhóis por César Bórgia, D'Amboise deu seu apoio a Francesco Piccolomini, que foi eleito Papa Pio III na segunda votação, apesar de ter recebido apenas quatro votos na primeira.

## Antecedentes
O cardeal Georges D'Amboise era o favorito de Luís XII, e também era esperado o apoio da facção do cardeal Giuliano della Rovere, que fugiu para a França devido a uma disputa com Alexandre VI. Por outro lado, Carlos VII e mais tarde Luís XII fizeram campanha por D'Amboise durante anos e entraram num trato secreto com César Bórgia pelo apoio dos 11 cardeais espanhóis (mais leais a César que ao monarca espanhol) em troca da manutenção de suas numerosas reclamações territoriais. Ascanio Sforza, que tinha sido tomado prisioneiro pelos franceses em 1500, quando capturaram a cidade de Milão, foi liberado também em troca de sua promessa de votar por D'Amboise.
D'Amboise foi financiado também com uma grande soma de ouro e nenhum intento de suborno se salvou. O povo romano o aclamou como o próximo Papa, quando entrou triunfalmente na cidade em 10 de setembro.
Um agente francês informou ao Colégio dos Cardeais que o rei considerou o ato de D'Amboise como uma "afronta grave" e foram ao conclave para começar antes da chegada de D'Amboise e dos cardeais franceses. No lugar de começar o conclave depois dos dez dias proibidos depois do funeral do Papa, o Colégio optou por retardar o funeral de Alexandre VI para dar tempo, e o conclave foi celebrado em 21 de setembro. D'Amboise e seus seguidores foram capazes de chegar a tempo e apenas dois dos oito cardeais ausentes eram franceses.

## Procedimentos
Os cardeais começaram por elaborar uma capitulação em conclave, que ao contrário de todas as capitulações anterior, que não continham nenhuma menção a limitação do tamanho do Colégio dos Cardeais a 24. Esta, no entanto, inclui um pagamento de 2.400 ducados do papa anualmente para qualquer cardeal com renda inferior a 6.000 ducados.
Os cardeais franceses logo descobriram a sabedoria dos bookmakers, tendo subestimado a ambição de della Rovere e superestimou sua lealdade. Ele declarou que só iria votar em D'Ambroise se fosse o necessário para na votação final D'Ambroise ser eleito. Além disso, della Rovere declarou que gostaria de ver um papa italiano, em vez de um "bárbaro" (não-italiano) e temia o retorno do Papado de Avinhão, uma opinião compartilhada por todos os 22 cardeais italianos. D'Ambroise concordou em mover o exército francês para mais ao norte como um sinal de boa fé, antes de perceber as intenções de della Rovere.
Ascanio Sforza, porém, manteve a sua palavra de votar em D'Ambroise, embora ele não tenha tentado persuadir qualquer outro cardeal italiano para fazê-lo.
Além disso, César Bórgia revelou-se demasiado doente para exercer o controle sobre os cardeais espanhóis, que por sua vez seguiram as instruções do rei da Espanha para votar contra os franceses. Os próprios espanhóis não poderia ser eleitos devido ao antagonismo dos cardeais italianos contra Alexandre VI.

## Conclave
Francesco Todeschini-Piccolomini foi eleito no segundo escrutínio. Segundo o escrito pelos conclavistas dos cardeais, não se está de acordo sobre o número de votos recebidos pelo papabile número 3 no primeiro escrutínio. Baumgatner respeita a que é a mais exata conta, que seria de 15 votos a favor de della Rovere, 13 a D'Amboise e 4 a Piccolomini. Isso foi uma má notícia para d'Amboise, que sabia que muitos de seus partidários se comprometeram a só votar por ele no primeiro escrutínio. Por isso, D'Amboise deu seu apoio a Piccolomini.
Piccolomini foi eleito por accessus no segundo escrutínio, tomando o nome de Pio III em homenagem a seu tio Papa Pio II. Com 74 anos de idade, Piccolomini estava demasiado doente, inclusive para assistir a esta última votação. Devido ser apenas um diácono, Piccolomini foi ordenado bispo por della Rovere, apenas para morrer em 18 de outubro daquele ano.

## Cardeais votantes
Participaram dos escrutínios os seguintes cardeais:
| Consistóro                     | Set 1503 |
| ------------------------------ | -------- |
| Fevereiro 1456                 | 1        |
| Consistórios de Calisto III    | 1        |
| Março 1460                     | 1        |
| Consistórios de Pio II         | 1        |
| Setembro 1467                  | 1        |
| Consistórios de Paulo II       | 1        |
| Dezembro 1471                  | 1        |
| Dezembro 1476                  | 1        |
| Dezembro 1477                  | 2        |
| Maio 1480                      | 1        |
| Março 1484                     | 1        |
| Consistórios de Sisto IV       | 6        |
| Março 1489                     | 4        |
| Consistórios de Inocêncio VIII | 4        |
| Setembro 1493                  | 7        |
| Maio 1494                      | 1        |
| Janeiro 1495                   | 2        |
| Fevereiro 1496                 | 1        |
| Setembro 1498                  | 1        |
| Março 1500                     | 2        |
| Setembro 1500                  | 9        |
| Maio 1503                      | 9        |
| Consistórios de Alexandre VI   | 32       |
| Total                          | 45       |

| Criado por                  | Cardeais | Por Cento |
| --------------------------- | -------- | --------- |
| Papa Calisto III (CIII)     | 01       | 2,22 %    |
| Papa Pio II (PiII)          | 01       | 2,22 %    |
| Papa Paulo II (PaII)        | 01       | 2,22 %    |
| Papa Sisto IV (SIV)         | 06       | 13,33 %   |
| Papa Inocêncio VIII (IVIII) | 04       | 8,89 %    |
| Papa Alexandre VI (AlVI)    | 032      | 71,11 %   |
| Total                       | 45       | 100 %     |

### Cardeais Bispos
Participaram dos escrutínios os seguintes cardeais:
| Nº | Nome                        | Consistório   | Papa  |
| -- | --------------------------- | ------------- | ----- |
| 1  | Giuliano della Rovere       | Dezembro 1471 | SIV   |
| 2  | Jorge da Costa, O.Cist.     | Dezembro 1476 | SIV   |
| 3  | Girolamo Basso della Rovere | Dezembro 1477 | SIV   |
| 4  | Oliviero Carafa             | Setembro 1467 | PII   |
| 5  | Antonio Pallavicini Gentili | Março 1489    | IVIII |
| 6  | Lorenzo Cybo de Mari        | Março 1489    | IVIII |

### Cardeais Presbíteros
| Nº | Nome                          | Consistório    | Papa |
| -- | ----------------------------- | -------------- | ---- |
| 7  | Raffaele Riario               | Dezembro 1477  | SIV  |
| 8  | Giovanni Antonio Sangiorgio   | Setembro 1493  | AVI  |
| 9  | Bernardino Lopez de Carvajal  | Setembro 1493  | AVI  |
| 10 | Domenico Grimani              | Setembro 1493  | AVI  |
| 11 | Juan de Castro                | Fevereiro 1496 | AVI  |
| 12 | Georges D'Amboise             | Setembro 1498  | AVI  |
| 13 | Jaime Serra i Cau             | Setembro 1500  | AVI  |
| 14 | Francisco de Borja            | Setembro 1500  | AVI  |
| 15 | Juan de Vera                  | Setembro 1500  | AVI  |
| 16 | Ludovico Prodocator           | Setembro 1500  | AVI  |
| 17 | Antonio Trivulzio, O.C.R.S.A. | Setembro 1500  | AVI  |
| 18 | Gianstefano Ferrero           | Setembro 1500  | AVI  |
| 19 | Juan Castellar y de Borja     | Maio 1503      | AVI  |
| 20 | Francesco Soderini            | Maio 1503      | AVI  |
| 21 | Francisco de Remolins         | Maio 1503      | AVI  |
| 22 | Francisco Desprats            | Maio 1503      | AVI  |
| 23 | Adriano di Castello           | Maio 1503      | AVI  |
| 24 | Jaime de Casanova             | Maio 1503      | AVI  |

### Cardeais Diáconos
| Nº | Nome                                                  | Consistório   | Papa  |
| -- | ----------------------------------------------------- | ------------- | ----- |
| 25 | Francesco Todeschini-Piccolomini                      | Março 1460    | PII   |
| 26 | Giovanni Colonna                                      | Maio 1480     | SIV   |
| 27 | Ascanio Maria Sforza Visconti                         | Março 1484    | SIV   |
| 28 | Giovanni de' Medici                                   | Março 1489    | IVIII |
| 29 | Federico di Sanseverino                               | Março 1489    | IVIII |
| 30 | Giuliano Cesarini, Jr.                                | Setembro 1493 | AVI   |
| 31 | Alessandro Farnese                                    | Setembro 1493 | AVI   |
| 32 | Luigi d'Aragona                                       | Maio 1494     | AVI   |
| 33 | Amanieu d'Albret                                      | Março 1500    | AVI   |
| 34 | Pedro Luis de Borja Llançol de Romaní, O.S.Io.Hieros. | Março 1500    | AVI   |
| 35 | Marco Cornaro                                         | Setembro 1500 | AVI   |
| 36 | Niccolò Fieschi                                       | Maio 1503     | AVI   |
| 37 | Francisco Lloris y de Borja                           | Maio 1503     | AVI   |

### Cardeais ausentes

#### Cardeais Presbíteros
| Nº | Nome                      | Consistório    | Papa |
| -- | ------------------------- | -------------- | ---- |
| 38 | Luis Juan de Milà y Borja | Fevereiro 1456 | CIII |
| 39 | Raymond Peraudi, O.S.A.   | Setembro 1493  | AVI  |
| 40 | Guillaume Briçonnet       | Janeiro 1495   | AVI  |
| 41 | Filipe de Luxemburgo      | Janeiro 1495   | AVI  |
| 42 | Pietro Isvalies           | Setembro 1500  | AVI  |
| 43 | Tamás Bakócz              | Setembro 1500  | AVI  |
| 44 | Melchior von Meckau       | Maio 1503      | AVI  |

### Cardeais Diáconos
| Nº | Nome            | Consistório   | Papa |
| -- | --------------- | ------------- | ---- |
| 45 | Ippolito d'Este | Setembro 1493 | AVI  |